# Corazón
Corazón je dvaindvajseti studijski album skupine Santana, ki je izšel leta 2014. Album je produciral Lester Mendez, pri snemanju pa so sodelovali številni znani izvajalci kot so Gloria Estefan, Ziggy Marley in Cindy Blackman.
Prvi singl z albuma, »La Flaca«, pri katerem sodeluje Juanes, je izšel novembra 2013. Album je prejel dvojni platinast certifikat s strani RIAA, s prodanimi več kot 120.000 izvodi v ZDA, kasneje pa je bilo, po podatkih Nielsen Soundscana, v ZDA prodanih še več kot 88.000 izvodov albuma.

## Sprejem

### Kritični sprejem
Album je prejel tako mešane kot pozitivne recenzije kritikov. Will Hermes, pisec revije Rolling Stone, je album označil kot latin pop verzijo albuma Supernatural. Thom Jurek s portala AllMusic je napisal, da »Santana zveni zopet lačno«, poudaril pa je, da »je njegov spoj z latin popom ne samo uspešen, temveč zadovoljiv.« Leila Cobo, ki piše za revijo Billboard, je album označila kot kitarski, čeprav pri njem sodelujejo številni vokalisti. Celostno je album pohvalila, vendar izpostavila nekaj skladb, ki po njenem ne gredo v uho, na primer »Feel It Coming Back«, pri kateri se ji zdi, da je imel Diego Torress težave z jezikom, in »Indy«, pri kateri ji ni ustrezalo Miguelovo improviziranje. Jeremy Williams-Chalmers od revije So So Gay je napisal, da se mu zdi, da bi Corazón lahko bil album, ki bi lahko na prestolu zamenjal album Supernatural kot Santanin najboljši album ter, da ima album vse, kar Santanin album potrebuje, je pa tudi kritiziral Torressovo znanje angleščine. Pisec časopisa The Independent, Nick Coleman je dejal, da »vsebuje album zbirko svetlih latino ritmov in melodij skupaj z nekaj rocka« ter da »bo album zagotovo hit na ciljnih področjih«.
Pisec za revijo Relix, Bill Murphy, je Carlosovo igranje kitare na albumu označil kot »najboljše v tem desetletju«. Jon Pareles, ki sicer piše za The New York Times, je skladbe označil za »radijske«. Opisal je tudi kontrast med Santanovo kitaro in gostujočimi pevci: »Način, na katerega Carlos odgovarja besedilu je glasbeni ekvivalent »photobombinga« glavnemu vokalu. Je pa dobro, da je Carlosova kitara lahko tako 'strastna', kot glas kateregakoli pevca.« Kakorkoli je vseeno nekatere skladbe (»Oye 2014« in »Yo Soy La Luz«) označil za »nerodne trenutke«.
Jim Farber, ki piše za New York Daily News, ni bil navdušen nad albumom. Album je kritiziral, ker gre za Latin pop album, ki ima polovico besedil v angleščini. Gostujoče izvajalce na albumu je ocenil negativno: »Santanovo igranje kitare tekmuje in ne sodeluje z gostujočimi izvajalci. [...] Latin alternativna glasba predstavljajo številni izvajalci, ki bi se bolje soočili s stilom Santane«. Ekipi portala Ultimate Guitar Archive se je zdelo, da ima Santana pri nekaterih skladbah malo prostora in je album označila kot »kompilacijo dobro oblikovanih, radiu prijaznih Latino pop skladb, ki na koncu pogosto zvenijo nekoliko bizarno«. Besedila so označili kot "ponavljajoča" in na koncu še dodali: »Rezultat, ki se pojavi na albumu ne dosega nobenih zastavljenih pričakovanj«.
Obiskovalci portala Metacritic so album ocenili s komaj 0.8 od skupno 10, podanih pa je bilo 19 mnenj. Recenzija je trenutno najnižje ocenjena na portalu.

### Priznanja
Album je bil leta 2014 nominiran za latin grammyja za najboljši pop vokalni album.

## Seznam skladb

### Standardna izdaja
| Št. | Naslov | Glasba                                                    | Originalni izvajalec    | Dolžina |
| --- | --- | --------------------------------------------------------- | ----------------------- | ------- |
| 1.  | „Saideira (španska verzija)‟ (feat. Samuel Rosa)                                                                      | Samuel Rosa, Rodrigo F. Leão                              | Skank                   | 3:55    |
| 2.  | „La Flaca‟ (feat. Juanes)                                                                                             | Pau Donés                                                 | Jarabe de Palo          | 4:11    |
| 3.  | „Mal Bicho‟ (feat. Los Fabulosos Cadillacs)                                                                           | Flavio Cianciarulo                                        | Los Fabulosos Cadillacs | 3:38    |
| 4.  | „Oye 2014‟ (feat. Pitbull, remasterizirana verzija Santanine priredbe skladbe "Oye Como Va", z albuma Abraxas (1970)) | Tito Puente, Niles Hollowell-Dhar, Amando Christian Perez | Tito Puente             | 3:24    |
| 5.  | „Iron Lion Zion‟ (feat. Ziggy Marley & ChocQuibTown)                                                                  | Bob Marley                                                | Bob Marley              | 4:32    |
| 6.  | „Una Noche en Nápoles‟ (feat. Lila Downs, Niña Pastori & Soledad)                                                     | Thomas Mack Lauderdale, China F. Forbes                   | Pink Martini            | 4:30    |
| 7.  | „Besos de Lejos‟ (feat. Gloria Estefan)                                                                               | Teofilo Chantre, Gerard Mendes                            | Boy Gé Mendes           | 4:17    |
| 8.  | „Margarita‟ (feat. Romeo Santos)                                                                                      | Romeo Santos                                              |                         | 4:01    |
| 9.  | „Indy‟ (feat. Miguel)                                                                                                 | Miguel Pimentel                                           |                         | 3:26    |
| 10. | „Feel It Coming Back‟ (feat. Diego Torres)                                                                            | Rafael Esparza-Ruiz, Yoel Henríquez                       |                         | 4:10    |
| 11. | „Yo Soy La Luz‟ (feat. Wayne Shorter & Cindy Blackman)                                                                | Carlos Santana                                            |                         | 4:06    |
| 12. | „I See Your Face‟ | Bola Sete                                                 | Bola Sete               | 1:19    |

| Corazón –Deluxe izdaja bonus skladbe | Corazón –Deluxe izdaja bonus skladbe      | Corazón –Deluxe izdaja bonus skladbe | Corazón –Deluxe izdaja bonus skladbe | Corazón –Deluxe izdaja bonus skladbe |
| Št.                                  | Naslov                                    | Glasba                               | Originalni izvajalec                 | Dolžina                              |
| ------------------------------------ | ----------------------------------------- | ------------------------------------ | ------------------------------------ | ------------------------------------ |
| 13.                                  | „Saideira‟ (feat. Samuel Rosa)            | Samuel Rosa, Rodrigo F. Leão         | Skank                                | 3:55                                 |
| 14.                                  | „Beijo de Longe‟ (feat. Gloria Estefan)   | Teofilo Chantre, Gerard Mendes       | Boy Gé Mendes                        | 4:17                                 |
| 15.                                  | „Amor Correspondido‟ (feat. Diego Torres) | Rafael Esparza-Ruiz, Yoel Henríquez  |                                      | 4:10                                 |

### Latinskoameriška izdaja
| Corazón –Latinskoameriška izdaja | Corazón –Latinskoameriška izdaja                                                                                      | Corazón –Latinskoameriška izdaja                          | Corazón –Latinskoameriška izdaja | Corazón –Latinskoameriška izdaja |
| Št.                              | Naslov | Glasba                                                    | Originalni izvajalec             | Dolžina                          |
| -------------------------------- | --- | --------------------------------------------------------- | -------------------------------- | -------------------------------- |
| 1.                               | „Saideira‟ (feat. Samuel Rosa)                                                                                        | Samuel Rosa, Rodrigo F. Leão                              | Skank                            | 3:55                             |
| 2.                               | „La Flaca‟ (feat. Juanes)                                                                                             | Pau Donés                                                 | Jarabe de Palo                   | 4:11                             |
| 3.                               | „Mal Bicho‟ (feat. Los Fabulosos Cadillacs)                                                                           | Flavio Cianciarulo                                        | Los Fabulosos Cadillacs          | 3:38                             |
| 4.                               | „Amor Correspondido‟ (feat. Diego Torres)                                                                             | Rafael Esparza-Ruiz, Yoel Henríquez                       |                                  | 4:10                             |
| 5.                               | „Una Noche en Nápoles‟ (feat. Lila Downs, Niña Pastori & Soledad)                                                     | Thomas Mack Lauderdale, China F. Forbes                   | Pink Martini                     | 4:30                             |
| 6.                               | „Beijo de Longe‟ (feat. Gloria Estefan)                                                                               | Teofilo Chantre, Gerard Mendes                            | Boy Gé Mendes                    | 4:17                             |
| 7.                               | „Margarita‟ (feat. Romeo Santos)                                                                                      | Romeo Santos                                              |                                  | 4:01                             |
| 8.                               | „Indy‟ (feat. Miguel)                                                                                                 | Miguel Pimentel                                           |                                  | 3:26                             |
| 9.                               | „Oye 2014‟ (feat. Pitbull, remasterizirana verzija Santanine priredbe skladbe »Oye Como Va«, z albuma Abraxas (1970)) | Tito Puente, Niles Hollowell-Dhar, Amando Christian Perez | Tito Puente                      | 3:24                             |
| 10.                              | „Yo Soy La Luz‟ (feat. Wayne Shorter & Cindy Blackman)                                                                | Carlos Santana                                            |                                  | 4:06                             |
| 11.                              | „I See Your Face‟ | Bola Sete                                                 | Bola Sete                        | 1:19                             |
| 12.                              | „Iron Lion Zion‟ (feat. Ziggy Marley & ChocQuibTown)                                                                  | Bob Marley                                                | Bob Marley                       | 4:32                             |
| Skupna dolžina:                  | Skupna dolžina: | Skupna dolžina:                                           | Skupna dolžina:                  | 45:20                            |

| Corazón –Latinskoameriška deluxe izdaja bonus skladbe | Corazón –Latinskoameriška deluxe izdaja bonus skladbe                              | Corazón –Latinskoameriška deluxe izdaja bonus skladbe | Corazón –Latinskoameriška deluxe izdaja bonus skladbe | Corazón –Latinskoameriška deluxe izdaja bonus skladbe |
| Št.                                                   | Naslov                                                                             | Glasba                                                | Originalni izvajalec                                  | Dolžina                                               |
| ----------------------------------------------------- | ---------------------------------------------------------------------------------- | ----------------------------------------------------- | ----------------------------------------------------- | ----------------------------------------------------- |
| 13.                                                   | „Saideira (španska verzija)‟ (feat. Samuel Rosa)                                   | Samuel Rosa, Rodrigo Leão, Juan Pablo Sorín           | Skank                                                 | 3:55                                                  |
| 14.                                                   | „Feel It Coming Back‟ (angleška verzija »Amor Correspondido«) (feat. Diego Torres) | Rafael Esparza-Ruiz, Yoel Henríquez                   |                                                       | 4:09                                                  |
| 15.                                                   | „Besos de Lejos‟ (španska verzija »Beijo de Longe«) (feat. Gloria Estefan)         | Teofilo Chantre, Gerard Mendes                        | Boy Gé Mendes                                         | 4:17                                                  |

## Osebje
- Carlos Santana – solo kitara pri vseh skladbah, razen pri »Una Noche en Nápoles«, kjer igra dvanajst-strunsko kitaro in klasično kitaro, tolkala (8, 10, 11), aranžer (2, 4, 5, 7, 10–12)

### Glasbeniki
| Dodatni vokalisti - Vicentico – vokali pri »Mal Bicho« - Larissa R. Nascimento – spremljevalni vokali pri »Beijo de Longe« - Javany Javier & Ximena Muñoz – vokali pri »Oye 2014« - Tommy Anthony, Tony Lindsay in Andy Vargas – vokali pri »Yo Soy La Luz« Kitaristi in basisti - Tommy Anthony – ritem kitara pri vseh, razen 3, 8, 9 - Tim Pierce – ritem kitara (1, 2, 4, 5) - Samuel Rosa – ritem kitara pri »Saidera« - Miguel – ritem kitara pri »Indy« - Emily Stefan – dodatne kitare pri »Beijo de Longe« - Benny Rietveld – bas pri vseh, razen 3, 8, 9 - Flavio Cianciarulo – bas in ritem kitara pri »Mal Bicho« Klaviaturisti - David K. Mathews – klaviature pri vseh, razen 8, 9 - Zac Rae – klaviature pri vseh, razen 6 in 8-11 - Mario Siperman – klaviature pri »La Flaca« - Lester Mendez – programiranje pri »I See Your Face« | Tolkalisti - Dennis Chambers – bobni (1, 2, 4, 6, 7, 12) - Fernando Ricciardi – bobni pri »Mal Bicho« - Cindy Blackman-Santana – bobni pri »Yo Soy La Luz« in »I See Your Face« - Josh Connolly – programiranje pri »Mal Bicho« - Karl Perazzo – timbales pri vseh, razen 8, 9, 11; tolkala (4, 5, 7, 8, 10, 12) - Raul Rekow – konge (1, 2, 5, 6, 12) - Paoli Mijias – konge (3, 4, 7, 10, 11) - Laercio da Costa – dodatna tolkala pri »Beijo de Longe« Trobilci - Jeff Cressman – pozavna pri »Saidera« in »Yo Soy La Luz« - David Stout – pozavna in trobilni aranžmaji pri »Iron Lion Zion« - Bill Ortiz – trobenta pri »Saidera« in »Yo Soy La Luz« - Daniel Lozano – trobenta pri »Mal Bicho« - Harry Kim – trobenta pri »Iron Lion Zion« - Sergio Rotman – tenor saksofon pri »Mal Bicho« - Dave Pozzi – tenor saksofon pri »Iron Lion Zion« - Wayne Shorter – saksofon pri »Yo Soy La Luz« Ostali instrumentalisti - Pedro Alfonso – violina pri »Beijo de Longe« |

### Tehnično osebje
| - Chris Gehringer – mastering - Clive Davis, Carlos Santana, Afo Verde, Michael Vrionis in Tom Corson – izvršni producenti - Alex Gallardo and Fernando Cabral de Mello – A&R - La Fábrica de Pepinos de Boa Mistura – naslovnica - Shawn "Tubby" Holiday – A&R pri skladbah 8 in 9 Produkcija - Lester Mendez - Miguel (»Indy«) - The Cataracs (»Oye 2014«) - Cindy Blackman Santana – koproducentka pri »Yo Soy La Luz« Miks - Tony Maserati - Manny Marroquin (»Indy«) - Justin Hergett – 1, 7, 9 - James Krausse – 2, 3, 12 - Matt Wiggers – 4, 5 - Chris Galland in Delbert Bowers – asistenta pri »Indy« | Inženirji - Bill Malina – snemalni inženir - Jim Reitzel – kitarski inženir pri vseh, razen 7-10; snemalni inženir (6, 8–11); miks (10, 11) - Josh Connolly – asistent inženirja - Dave Diffin – asistent inženirja (1, 3) - Scott Moore – asistent inženirja pri »Iron Lion Zyon« »Beijo de Longe«/»Besos de Lejos« - Emilio Estefan – producent - Javier Conde Alonso – aranžer - Eric Schilling – miks - Tuco Barini – snemalni inženir - Dave Poler – vokalni inženiring - Izzy Maccio in Jimmy Sanchez – asistenta inženirja - Ron Taylor in Danny Ponce – dodatni inženiring - Kurt Berge – tehnična podpora - José Maldonado – produkcijski menedžer |

## Lestvice in certifikati
| Lestvica (2014)                         | Mesto |
| --------------------------------------- | ----- |
| Avstrijski albumi (Ö3 Austria)          | 5     |
| Belgijski albumi (Ultratop Flanders)    | 101   |
| Belgijski albumi (Ultratop Wallonia)    | 42    |
| Britanski albumi (OCC)                  | 58    |
| Danski albumi (Hitlisten)               | 12    |
| Finski albumi (Suomen virallinen lista) | 20    |
| Italijanski albumi (FIMI)               | 13    |
| Madžarski albumi (MAHASZ)               | 11    |
| Nemški albumi (Offizielle Top 100)      | 12    |
| Nizozemski albumi (MegaCharts)          | 36    |
| Poljski albumi (ZPAV)                   | 10    |
| Španski albumi (PROMUSICAE)             | 39    |
| ZDA – Billboard 200                     | 9     |
| ZDA – Top Latin Albums(Billboard)       | 1     |
| ZDA – Latin Pop Albums (Billboard)      | 1     |

| Lestvica (2014) | Mesto |
| --------------- | ----- |
| ZDA Rock Albums | 65    |

| Regija     | Certifikat           | Prodaja |
| ---------- | -------------------- | ------- |
| ZDA (RIAA) | 2x platinast (latin) | 88,000  |